# Josef Houzák
Josef Houzák (8. listopadu 1943 – 19. září 2002) byl český politik, v 90. letech 20. století a počátkem 21. století poslanec Poslanecké sněmovny za KSČM.

## Biografie
Ve volbách v roce 1996 byl zvolen do poslanecké sněmovny za KSČM (volební obvod Severočeský kraj). Mandát obhájil ve volbách v roce 1998 a volbách v roce 2002. V letech 1996–1998 byl členem výboru pro veřejnou správu, regionální rozvoj a životní prostředí, v letech 1998–2002 výboru pro obranu a bezpečnost. Poslanecký mandát si podržel až do své smrti v září 2002.
Zemřel po delší nemoci, kvůli které se v posledních měsících před smrtí již neúčastnil práce sněmovny. Nahradil ho Zdeněk Maršíček. O rok později byla Houzákovi udělena in memoriam coby poslanci a zastupiteli města Most Cena města Most.